# Kalkulator nawigacyjny
Kalkulator nawigacyjny – przyrząd służący do obliczania prędkości podróżnej statku latającego (statku wodnego) i kąta znoszenia z uwzględnieniem prędkości i kierunku wiatru oraz do obliczania elementów lotu (kursu jednostki pływającej) na podstawie równań podanych w postaci logarytmicznej. Kiedyś do tego celu używano suwaki logarytmiczne (podziałki prostoliniowe lub kołowe), obecnie wykorzystuje się specjalizowane kalkulatory elektroniczne.